# نیام اسکارپا
نیام اسکارپا (انگلیسی: Fascia of Scarpa) لایه‌ای است غشایی، فاقد چربی که در طرفین کمی پایین‌تر از رباط کشاله ران به نیام پهن (Fascia lata) اتصال می‌یابد. این خط اتصال را که به صورت افقی می‌باشد خط هالدن (Halden) می‌گویند.
در ناحیهٔ وسط، نیام اسکارپا پس از تشکیل دادن نیامی برای رینه و کیسه بیضه وارد ناحیه میان‌دوراه (پرینه) می‌شود و نیام کول نامیده می‌شود.